# Uso recreativo de drogas
O uso recreativo de drogas é o uso de uma droga, usualmente psicoativa, com propósitos recreativos. Porém, tal uso é controverso, sobretudo quando se trata de drogas cujo uso é ilegal. Além disso, pode sobrepor-se com outros uso, como medicinal (incluindo automedicação) e enteogénico (espiritual).
Entre as drogas geralmente consideradas como de uso recreativo incluem-se as bebidas alcoólicas e o tabaco, e drogas abrangidas pelas convenções das Nações Unidas, nomeadamente Convenção Única Sobre Estupefacientes e a Convenção Sobre Substâncias Psicotrópicas. O facto de o uso da cafeína poder ser considerado recreativo é muitas vezes ignorado. O psicofarmacólogo Ronald K. Siegel refere-se à intoxicação como o "quarto impulso", argumentando que o instinto humano de procurar substâncias psicotrópicas tem tanta força e persistência que funciona como o desejo humano de satisfazer a fome, sede e a necessidade de abrigo.
Assim entra um dos conceitos sociológicos de Émile Durkheim de consciência coletiva, segundo o seu pensamento a consciência coletiva é feita de representações que transcendem a esfera individual, por sua superioridade e atua com força sobre as consciências individuais. A consciência coletiva é fruto de pequenas contribuições individuais, que juntas, formam o todo.